# Hands on the Controls
Hands on the Controls is het debuutalbum van de Amerikaanse garagerockband Coachwhips. Het album werd uitgebracht in 2002. In 2013 volgde een heruitgave en kwam het album voor het eerst beschikbaar op vinyl.

## Opnames
De garagerockband Coachwhips werd in 2001 opgericht door zanger-gitarist John Dwyer. In de zomer van dat jaar nog werd het album in twee dagen opgenomen in Reliant Studios te San Francisco.

## Uitgaven
Het album werd uitgebracht in januari 2002. In zijn recensie van de heruitgave in 2013 noemde Jason Heller van Pitchfork het ironisch dat een van de grootste "nil-fi" opnames van de jaren 00 slechts op cd uitkwam.
Op 30 juli 2013 werd aangekondigd dat het album heruitgegeven zou worden door Castle Face, een mede door Dwyer opgericht label. Op 29 augustus kwam het album beschikbaar als stream op SoundCloud. De fysieke heruitgave verscheen op 3 september en was beschikbaar op cd en vinyl. Ook op andere streaming-platformen zoals Spotify was de heruitgave vanaf 3 september te beluisteren. De heruitgave kon op genoeg populariteit rekenen dat de band weer samenkwam voor een reeks van optredens op SXSW in 2014.

## Ontvangst
Hands on the Controls is ontvangen als een sterk debuut van het lo-fi garagerocktrio Coachwhips. Gregory Heaney van AllMusic omschreef het album als "een queeste van de schrijver van garagerockrevival om kakofonie aan chaos toe te voegen". Jason Heller van Pitchfork noemde het album in zijn recensie van de heruitgave "een van de grootste nil-fi opnames van de jaren 00". Hij benoemde de korte opnametijd - gezien het aantal nummers - en merkte daarbij op hoe "spastisch" de nummers tot stand kwamen. Volgens hem droeg het album bij aan het rauwer maken ("retoxification") van garagerock in een periode waarin de mainstream acts The Strokes en The White Stripes succes hadden in het genre.

## Tracklist
| 1.                 | Hands on the Controls               | 2:02 |
| 2.                 | Everybody Wants Some                | 2:09 |
| 3.                 | The Ride                            | 2:19 |
| 4.                 | OK, Next Day                        | 1:24 |
| 5.                 | Look Into My Eyes When I Come       | 2:00 |
| 6.                 | Wheelchair                          | 1:33 |
| 7.                 | When I Go                           | 2:02 |
| 8.                 | G.A.R.Y.                            | 1:21 |
| 9.                 | N.Y.C.L.O.V.E.                      | 1:40 |
| 10.                | Mary Ann                            | 1:09 |
| 11.                | That Bitch Is Gonna End Up Dead     | 1:33 |
| 12.                | Yeah, Yeah, Yeah!                   | 1:36 |
| 13.                | We Can't Go Back to My Place        | 1:31 |
| 14.                | Sex Like a Seesaw                   | 2:12 |
| 15.                | By the Way                          | 1:36 |
| 16.                | These Things Belong to Someone Else | 1:40 |
| 17.                | Wite Lites                          | 1:36 |
| Totale duur: 29:25 |                                     |      |

| 18.                | OK, Next Day (Live)                    | 2:02 |
| 19.                | That Bitch Is Gonna End Up Dead (Live) | 1:40 |
| Totale duur: 33:04 |                                        |      |

| 20.                | America and Europe Too              | 1:34 |
| 21.                | My One and Only                     | 1:44 |
| 22.                | Night Train                         | 1:51 |
| 23.                | Not Gonna Make It Through the Night | 1:38 |
| 24.                | Old Man                             | 1:41 |
| 25.                | Tired of Wasting My Time            | 1:57 |
| 26.                | Weight of Whiskey                   | 1:18 |
| Totale duur: 44:36 |                                     |      |

- MusicBrainz release group: b9704c6a-4325-3cdf-9457-a3aa5a0e70d6